# دهستان علی‌آباد (خفر)
دهستان علی‌آباد، یکی از دهستان‌های بخش مرکزی شهرستان خفر در استان فارس ایران است. مرکز این دهستان، روستای علی‌آباد است.

## جمعیت
بر پایه سرشماری عمومی نفوس و مسکن در سال ۱۳۹۵، جمعیت دهستان علی‌آباد برابر با ۶،۴۸۵ نفر بوده است.